# Camille Mélinand

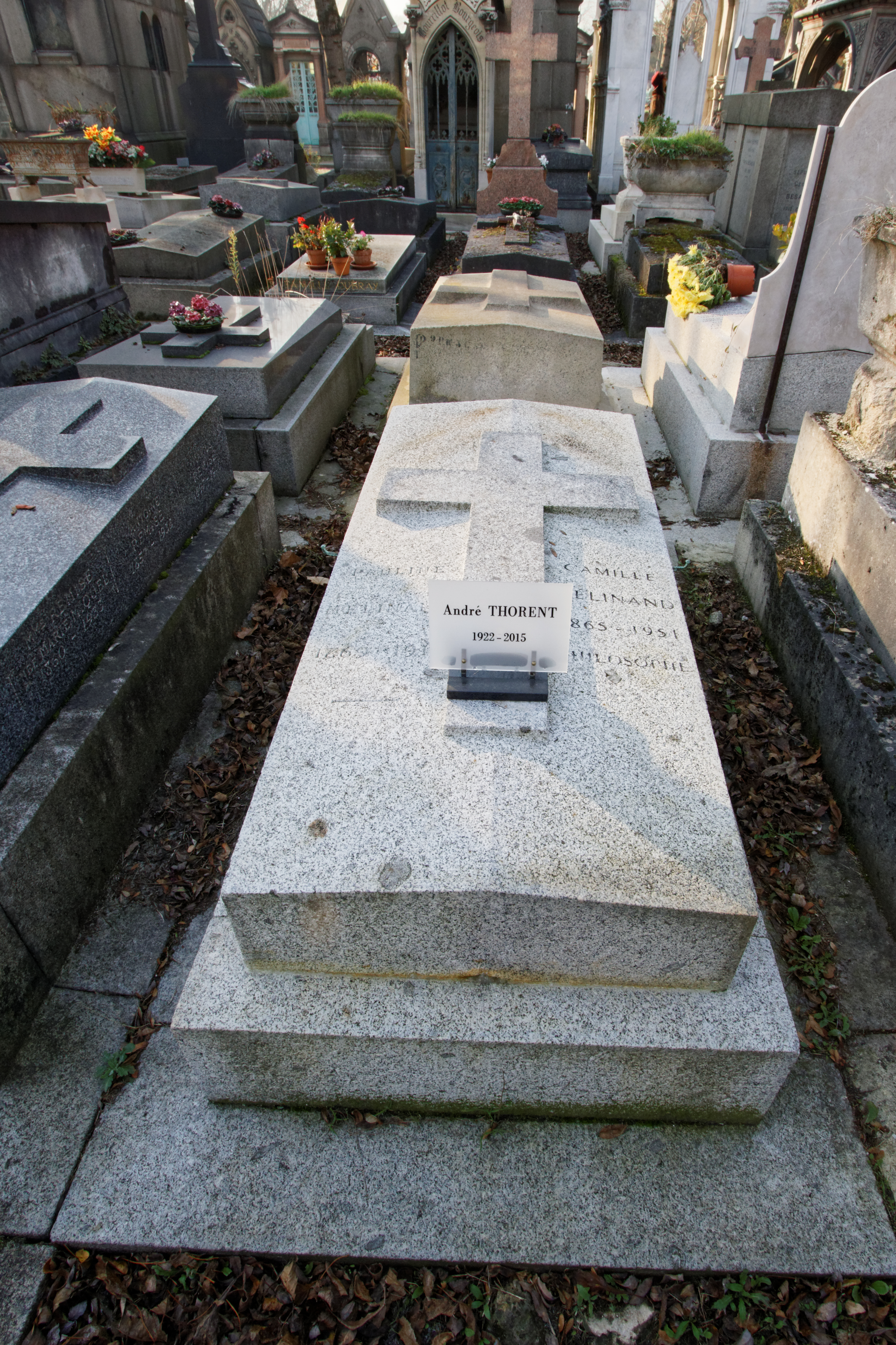
Grabstein Camille Mélinands

Camille Mélinand (* 1865; † 1951) war ein französischer Philosoph. Der Schüler von Émile Boutroux am Lycée Lakanal wurde später Professor für Philosophie.
In Beiträgen für verschiedene französische Journale wie z. B. die Revue des Deux Mondes ging er der Frage nach, warum Menschen lachen, erröten oder Mitleid entwickeln.
Sein Grab liegt in Paris auf dem Friedhof Père-Lachaise.

## Veröffentlichungen (Auswahl)
- Pourquoi Rit-on?. In: Revue des Deux Mondes. Band CXXVII, Februar 1895
- L’homme et ses désirs. Libr. Fernand Nathan, Paris 1932
- Notions de psychologie. Appliquée à l’éducation. 9. Auflage, F. Nathan, Paris 1937
- Comment faire une dissertation philosophique. Libr. Carus, 1942
- Comment lire et expliquer un texte philosophique. École universelle. 1946
- Précis de morale. Carus, Paris 1946